# Подольшинка-Ординацька
Подольшинка-Ординацька (пол. Podolszynka Ordynacka) — село в Польщі, у гміні Крешів Ніжанського повіту Підкарпатського воєводства. Населення — 342 особи (2011).

## Історія
За даними етнографічної експедиції 1869—1870 років під керівництвом Павла Чубинського, у селі переважно проживали греко-католики (124 особи), проте населення здебільшого розмовляло польською мовою.
У 1975—1998 роках село належало до Тарнобжезького воєводства.

## Демографія
Демографічна структура станом на 31 березня 2011 року:
|          | Загалом | Допрацездатний вік | Працездатний вік | Постпрацездатний вік |
| -------- | ------- | ------------------ | ---------------- | -------------------- |
| Чоловіки | 162     | 27                 | 107              | 28                   |
| Жінки    | 180     | 29                 | 93               | 58                   |
| Разом    | 342     | 56                 | 200              | 86                   |